# Margareta Högfors
Alice Margareta Högfors, född 20 juli 1905 i Tegelsmora, Uppland, död 17 april 1974 i Hindås, var en svensk operettsångare och skådespelare.

## Biografi
Högfors utbildade sig vid Operaskolan och avlade dessutom musiklärarexamen vid Musikaliska akademien. Efter sångstudier i Stockholm, Milano och Berlin scendebuterade hon 1932 som Laura i Tiggarstudenten vid Stora Teatern, Göteborg och var sedan engagerad där 1932 och 1935–1936. Däremellan spelade hon säsongen 1933–1934 på Oscarsteatern i Stockholm. Hon gästspelade även i Sverige, Danmark, Finland och Tyskland.
Hon gifte sig först 1934 med Engelbert Bertel-Nordström och därefter 1941 med regissören Carl Cramér.

## Filmografi
- 1931 – Ungkarlsparadiset
- 1943 – Aktören
- 1943 – Hans Majestäts rival
- 1945 – Hans Majestät får vänta
- 1953 – Moderskapets kval och lycka

## Teater

### Roller
| År   | Roll                    | Produktion                                                            | Regi                | Teater                           |
| ---- | ----------------------- | --------------------------------------------------------------------- | ------------------- | -------------------------------- |
| 1935 | Yvonne de Castilla Maya | Maya Imre Harmath, Rudolf Schanzer, Ernst Welisch och Szabolcs Fényes | Nils Johannisson    | Oscarsteatern                    |
| 1945 | Diana Fletcher          | Olivia Terence Rattigan                                               | Ernst Eklund        | Vasateatern                      |
| 1947 | Fru Gudrun Buck         | Kranes konditori Cora Sandel                                          | Lars-Levi Læstadius | Helsingborgs stadsteater         |
| 1947 | Connie                  | Älskling, jag ger mig Mark Reed                                       | Sture Ericson       | Boulevardteatern                 |
| 1947 |                         | Romeo och Julia William Shakespeare                                   | Johan Falck         | Norrköping-Linköping stadsteater |
| 1947 |                         | Född i går Garson Kanin                                               | Johan Falck         | Norrköping-Linköping stadsteater |
| 1947 |                         | Den heliga familjen Rudolf Värnlund                                   | Gunnar Skoglund     | Norrköping-Linköping stadsteater |
| 1947 | Molly Grant             | Venus S. J. Perelman, Ogden Nash och Kurt Weill                       | Johan Falck         | Norrköping-Linköping stadsteater |
| 1948 | Jöran Perssons mor      | Erik XIV August Strindberg                                            | Johan Falck         | Norrköping-Linköping stadsteater |
| 1948 | Hera                    | Dagar på ett moln Kjeld Abell                                         | Johan Falck         | Norrköping-Linköping stadsteater |
| 1948 |                         | Av barn och dårar… Kenneth Horne                                      | Johan Falck         | Norrköping-Linköping stadsteater |
| 1948 | Edie Wilkins            | Kära Ruth! Norman Krasna                                              | Johan Falck         | Norrköping-Linköping stadsteater |
| 1948 |                         | Det orimliga Arvid Brenner                                            | Hans Dahlin         | Norrköping-Linköping stadsteater |
| 1948 | Pallas Athena           | Strändernas svall Eyvind Johnson                                      | Johan Falck         | Norrköping-Linköping stadsteater |
| 1949 |                         | Linje Lusta Tennessee Williams                                        | Johan Falck         | Norrköping-Linköping stadsteater |
| 1949 |                         | Född i går Garson Kanin                                               | Ernst Eklund        | Lisebergsteatern                 |